# دانشگاه داکوتای شمالی
دانشگاه داکوتای شمالی (به انگلیسی: University of North Dakota) یکی از دانشگاه‌های ایالات متحده آمریکا و واقع در ایالات داکوتای شمالی است.

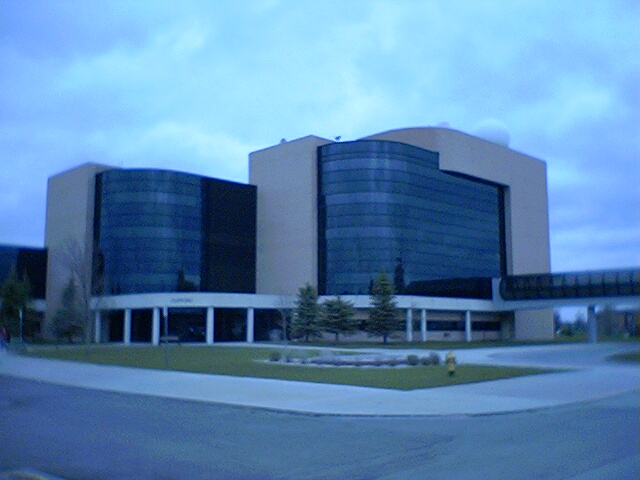
ساختمان «کلیفورد»
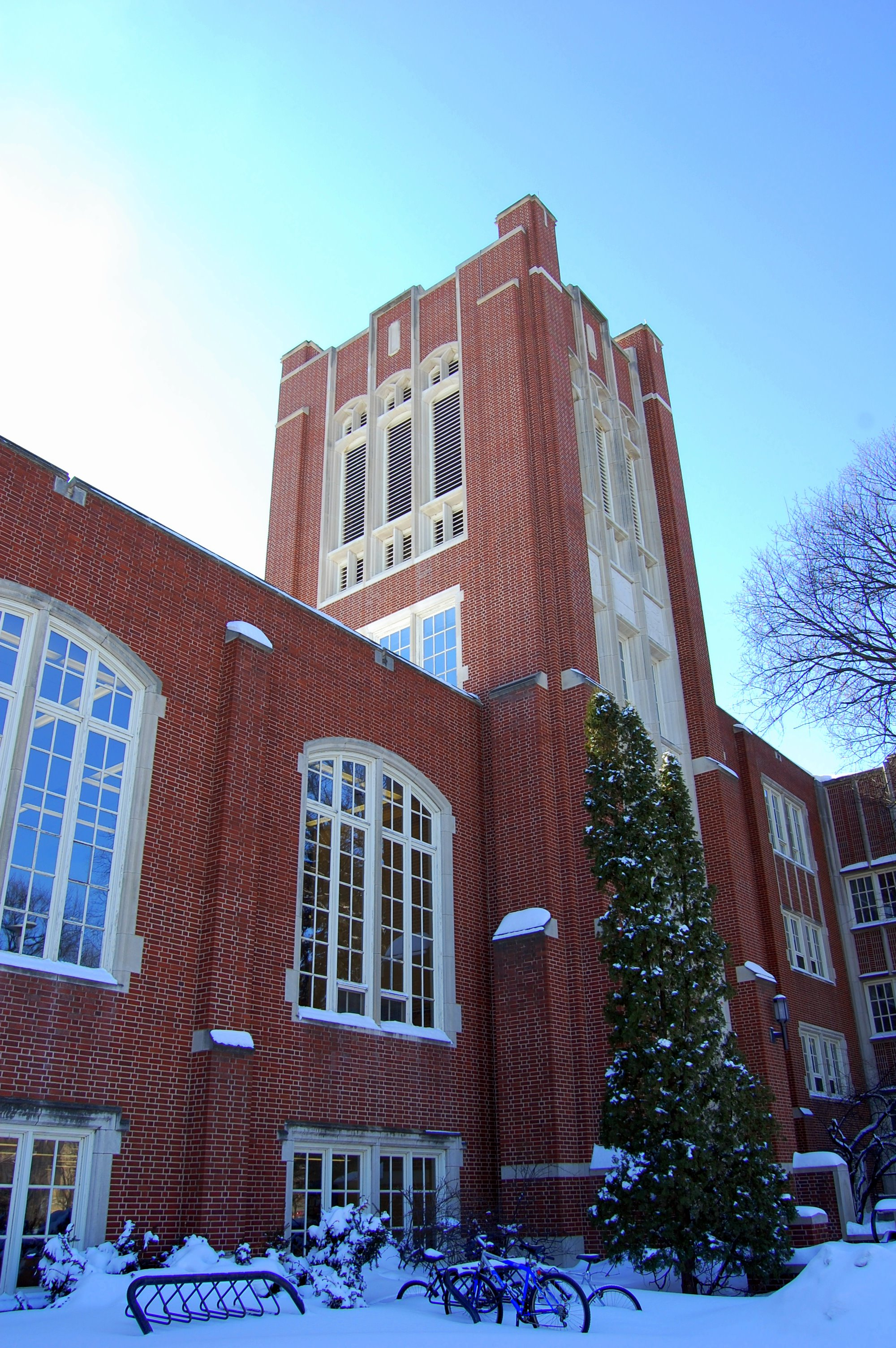
کتابخانه «چستر فریتز»